# Patrón de portadoras piloto
Patrón de portadoras piloto es un símbolo conocido, insertado en la señal COFDM.

## Introducción
Para entender en profundidad la función y características del patrón de portadoras piloto o del patrón de pilotos hace falta conocer, en primer lugar, qué son los pilotos, o portadoras piloto.
Un piloto es un símbolo conocido que insertamos en determinadas posiciones de la señal COFDM para obtener información de las características de la transmisión.
Los pilotos se transmiten a un nivel de potencia superior al del resto de la señal, y una vez que llegan al receptor, permiten conocer los detalles de la transmisión. El motivo por el cual se envían a una potencia superior en comparación con la potencia del resto de la señal es porque así mejoramos la relación señal ruido, minimizando así el efecto del ruido, cosa que nos permite realizar al final del proceso una mejor estimación del canal.
Estos pilotos se distribuyen en la señal de diferentes maneras dependiendo del tipo que sean; los pilotos continuos se envían de manera homogénea a toda la señal, y los pilotos dispersos se envían en determinadas posiciones, siguiendo lo que denominamos patrón de portadoras piloto, o patrón de pilotos.
El patrón de pilotos, es uno de los parámetros principales dentro de las características de la modulación de banda ancha COFDM. Su función es la de definir la distribución que tendrán los pilotos dispersos en la señal COFDM. La elección del tipo de patrón a utilizar en un sistema COFDM concreto será clave para adaptar la señal a las condiciones del canal.

## Parámetros
Un patrón piloto se define a partir de dos variables, Dx y Dy, que definen la posición de las portadoras piloto.
La localización de los pilotos viene definida por la siguiente fórmula:
Cuando esta fórmula se cumple, quiere decir que la portadora representada por su posición k en el símbolo OFDM l será un piloto disperso.
En esta fórmula, el significado de las variables Dx y Dy es el siguiente:
Dx se refiere a la separación entre las portadoras con pilotos dispersos.
Dy se refiere al número de símbolos de COFDM que son necesarios para que el patrón se repita.

## Patrones existentes
Como hemos visto anteriormente, el patrón de pilotos será uno u otro dependiendo de la localización que queramos dar a los pilotos dispersos en nuestra señal.
Existen un total de 8 patrones de pilotos diferentes, que vemos ordenados en la tabla siguiente:
En la tabla podemos ver los diversos valores de Dx y Dy explicados anteriormente, en cada uno de los ocho patrones existentes.
En la imagen que vemos a continuación se muestra la representación gráfica del patrón de pilotos 1, que tiene Dx = 3 y Dy = 4.
Este gráfico no corresponde con el patrón entero, sino que el tamaño en tiempo y en frecuencia aumentará en función de las características del canal, y el patrón se irá repitiendo.
Además, cada patrón puede soportar variaciones en tiempo y en frecuencia, siempre y cuando no sobrepasen los límites que establece el criterio de Nyquist propio del canal.

## Otras características
La elección del patrón de pilotos no afectará sólo a la distribución de los pilotos dispersos, sino que la amplitud de estos también dependerá de qué patrón de pilotos escojamos. 
Como sabemos, se aumenta la potencia de los pilotos respeto a la potencia de la señal para disminuir el efecto del ruido sobre ellos, por esto se pone más potencia cuando tenemos un patrón con menos pilotos y menos potencia cuando tenemos un patrón con más pilotos.
Esto se debe a que la potencia total transmitida debe ser constante.